# Королевский Викторианский орден
Короле́вский Викториа́нский о́рден (англ. The Royal Victorian Order) — рыцарский орден, учреждённый 21 апреля 1896 года королевой Викторией. Орден состоит из пяти классов:
1. Рыцарь или дама Большого креста (GCVO)
2. Рыцарь- или дама-командор (KCVO or DCVO)
3. Командор (CVO)
4. Лейтенант (LVO)
5. Член (MVO)

Членство жалуется оказавшим  личные услуги монарху или члену королевской семьи.
День Ордена — 20 июня, дата вступления на трон королевы Виктории. Девиз — Victoria. Занимает предпоследнее место по старшинству в британской системе наград (и по престижности, и по возрасту), младше него лишь Орден Британской империи.

## История
Орден был создан во время, когда все почести воздавались монархом по совету Премьер-министра или других министров. Королевский Викторианский орден же стал личной наградой монарха. В то время это было новинкой, сейчас и другие рыцарские ордена даются как личный дар короля.

## Состав
Британский монарх является главой Ордена и назначает всех остальных членов. Следующий — Великий Магистр. Королева Елизавета, королева-мать была Великим Магистром с 1937 года до её смерти в 2002-м; в 2007 году Великим Магистром ордена назначена принцесса Анна.
Раньше лейтенанты и члены назывались члены (четвёртого класса) и члены (пятого класса) соответственно. Изменение названий произошло в 1984 году. Членство в Ордене не ограничено числом. Женщины могли вступать с 1936 года. Иностранцы допускались как «почётные члены». Обычно почётным членством награждает монарх во время иностранных визитов.
Королевская Викторианская медаль была установлена в то же время, что и орден. Ею тоже награждают за личные заслуги перед монархом. Медаль имеет три степени: золотая, серебряная и бронзовая. Есть отдельная Королевская Викторианская цепь, не связанная с орденом; была установлена в 1902 году королём Эдуардом VII, для награждения за особые заслуги, а также для монарших особ.
У ордена пять официалов: канцлер, секретарь, регистратор, капеллан и генеалог.
- Лорд-камергер служит канцлером.
- Хранитель средств на королевские расходы и казначей королевы служит секретарём.
- Секретарь Центральной канцелярии рыцарских орденов — регистратор
- Капеллан Королевской часовни Савойского дворца — капеллан.

## Одеяния и знаки различия
Знак ордена представляет собой мальтийский крест, покрытый белой эмалью. На медальоне красной эмали золотой вензель королевы Виктории «V», «R» и «I» (Виктория — Королева Императрица), по синему ободку медальона — девиз «VICTORIA». Медальон венчает корона святого Эдуарда.
Знак Большого креста носится на ленте через правое плечо, на левой стороне груди — восьмиконечная звезда со знаком ордена в центре. Знак рыцаря-командора носится на шее, звезда — в форме креста, также со знаком ордена в центре. Знаки остальных степеней носятся на левой стороне груди на ленте ордена. Дамы носят орденский знак любого класса ниже Большого креста на левом плече на фигурном банте из орденской ленты.
Лента ордена — синего цвета, по краям — тонкие красная, белая и красная полосы. На ленте почётных членов по центру — узкая белая полоска.
На праздничных мероприятиях рыцари и дамы Большого креста носят орденский знак на золотой цепи (не следует путать с Королевской Викторианской цепью). Орденская цепь состоит из чередующихся восьмиугольных и протяжных четырёхугольных звеньев. На восьмиугольники нанесены изображения золотой розы на голубом фоне, четырёхугольники служат оправой для литых букв, составляющих текст — «Victoria · Britt. Reg. · Def. Fid. · Ind. Imp.» («Виктория · Королева Британии · Защитница Веры · Императрица Индии»). Звено, замыкающее цепь, являет собой медальон с золотым портретом королевы Виктории.

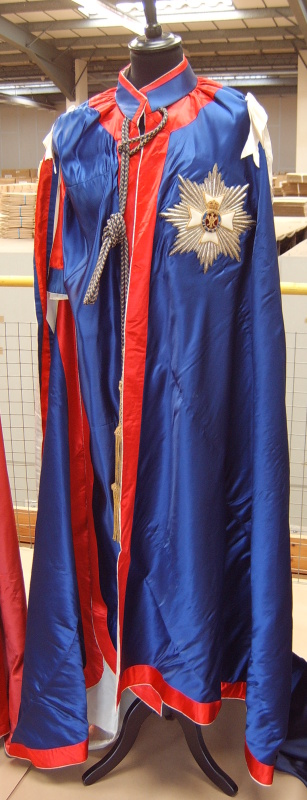
Орденское одеяние рыцаря Большого креста
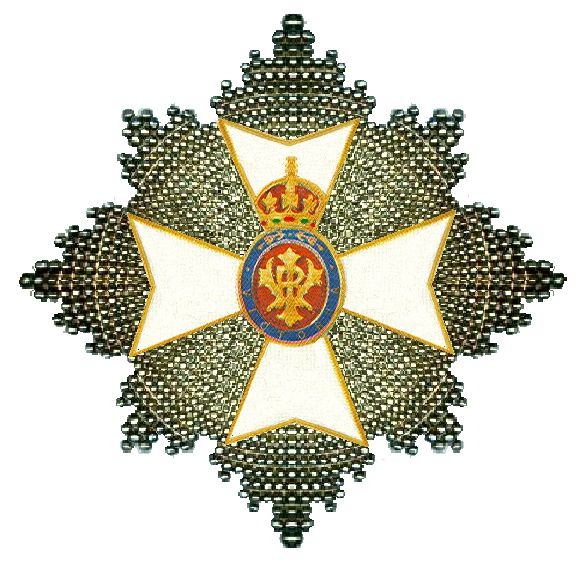
Звезда ордена класса Большой крест
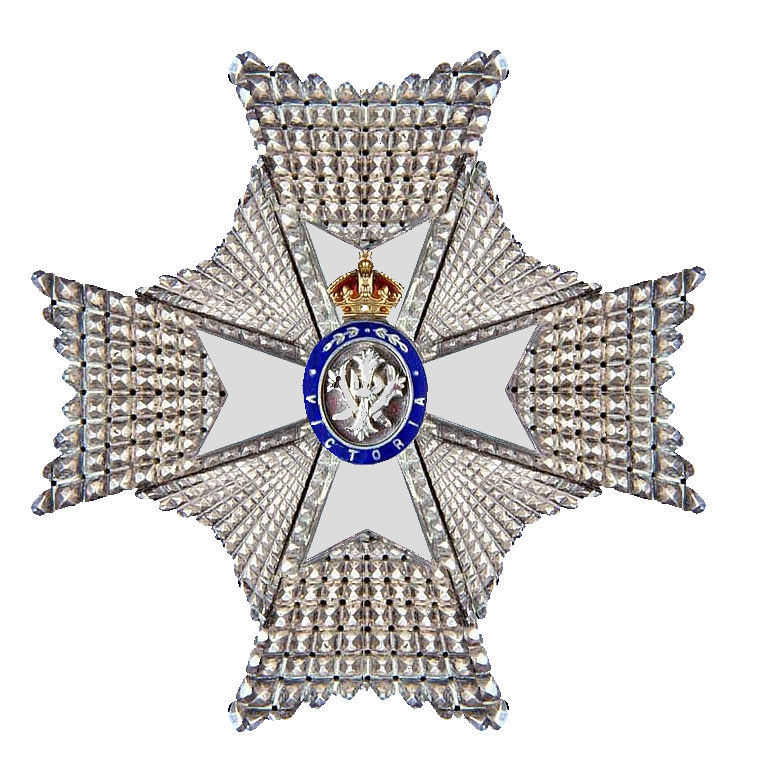
Звезда ордена класса Рыцарь-командор
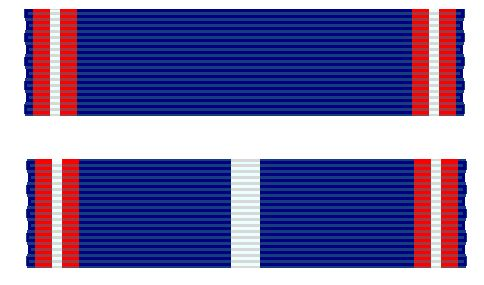
Орденские ленты обычных и почётных членов

## Часовня
Королевская часовня Савойского дворца служит часовней ордена с 1938 года. Каждые четыре года, орден проводит религиозные службы в часовне святого Георгия в Виндзорском замке; часовня святого Георгия используется вместо савойской потому, что вмещается больше людей.
Монарху и рыцарям и дамам Большого Креста отводятся кабинки на хорах, над которыми вывешены геральдические принадлежности. На верху острия рыцарской кабинки размещён шлем рыцаря, украшенный намётом и нашлемником. Согласно английской геральдике, женщины не монархи не носят шлемов; вместо этого используется коронка звания дамы. Над нашлемником или коронкой, вывешен геральдический штандарт сидящего в кабинке, украшенный гербом. Позади кабинки прикреплена бронзовая пластинка («табличка кабинки») с именем занимающего, герб и дата приёма в орден. По смерти рыцаря, штандарт, шлем, намёт и нашлемник снимают. Таблички не снимают; они остаются постоянно прикреплёнными где-нибудь рядом, так что кабинки в часовне испещрены красочными записями рыцарей и дам Большого креста ордена с 1938 года.

## Старшинство и привилегии
Все члены ордена имеют своё место в порядке старшинства. Жёны членов всех классов также участвуют в порядке старшинства, а также сыновья, дочери и невестки рыцарей Большого Креста и рыцари-Командоры; родственники леди Подвязки, однако, не имеют места в порядке.
Рыцари Большого креста и рыцари-командоры носят приставку «сэр» (Sir), а дамы Большого креста и дамы-командоры — «дама» (Dame) перед их фамилией. Жёны рыцарей могут ставить приставку «леди» (Lady) к их имени, но для мужей правила не существует. Эти формы не используются пэрами и принцами, кроме написания имён в самой полной форме. Почётные члены и клирики не проходят посвящение в рыцари.

## В геральдике

Геральдический знак, помещаемый за гербовым щитом награждённого

Награждённые орденом двух высших классов имеют право добавить в свой личный герб за гербовой щит символ ордена — синий круг с золотой каймой и надписью внизу: «VICTORIA», а также изображение знака ордена на орденской ленте.